# Wielersport op de Olympische Zomerspelen 2024 – Teamsprint vrouwen
De teamsprint voor de vrouwen op de Olympische Zomerspelen 2024 vond plaats op maandag 5 augustus 2024 in de Vélodrome de Saint-Quentin-en-Yvelines. Het goud ging naar de Britse vrouwen Sophie Capewell, Emma Finucane en Katy Marchant. Het was voor het eerst dat deze discipline bij de vrouwen met drie rensters werd verreden. Zodoende werd tijdens de wedstrijd meerdere malen het wereldrecord aangescherpt. De winnaressen kregen uiteindelijk het wereldrecord op hun naam.

## Resultaten

### Kwalificatie
| rang | land             | rijders                                               | tijd   | Opmerking    |
| ---- | ---------------- | ----------------------------------------------------- | ------ | ------------ |
| 1    | Groot-Brittannië | Sophie Capewell Emma Finucane Katy Marchant           | 45,472 | Wereldrecord |
| 2    | Nieuw-Zeeland    | Ellesse Andrews Shaane Fulton Rebecca Petch           | 45,593 |              |
| 3    | Duitsland        | Lea Sophie Friedrich Pauline Grabosch Emma Hinze      | 45,644 |              |
| 4    | Nederland        | Kyra Lamberink Steffie van der Peet Hetty van de Wouw | 46,086 |              |
| 5    | China            | Yuan Liying Bao Shanju Guo Yafung                     | 46,458 |              |
| 6    | Mexico           | Daniela Gaxiola Jessica Salazar Yuli Verdugo          | 46,587 |              |
| 7    | Polen            | Marlena Karwacka Urszula Łoś Nikola Sibiak            | 47,284 |              |
| 8    | Canada           | Lauriane Genest Kelsey Mitchell Sarah Orban           | 47,578 |              |

### Eerste ronde
Op basis van de kwalificatie werden de series ingedeeld. De winnaars van elke serie plaatsten zich voor de finales. De snelste twee winnaars plaatsten zich voor de strijd om olympisch goud. De andere twee winnaars streden om brons.
| rang | serie | land             | rijders                                               | tijd   | Opmerking       |
| ---- | ----- | ---------------- | ----------------------------------------------------- | ------ | --------------- |
| 1    | 4     | Groot-Brittannië | Sophie Capewell Emma Finucane Katy Marchant           | 45,338 | F, wereldrecord |
| 2    | 3     | Nieuw-Zeeland    | Ellesse Andrews Shaane Fulton Rebecca Petch           | 45,348 | F               |
| 3    | 2     | Duitsland        | Lea Sophie Friedrich Pauline Grabosch Emma Hinze      | 45,377 | BF              |
| 4    | 1     | Nederland        | Kyra Lamberink Steffie van der Peet Hetty van de Wouw | 45,798 | BF              |
| 5    | 2     | Mexico           | Daniela Gaxiola Jessica Salazar Yuli Verdugo          | 46,198 |                 |
| 6    | 1     | China            | Yuan Liying Bao Shanju Guo Yafung                     | 46,362 |                 |
| 7    | 4     | Canada           | Lauriane Genest Kelsey Mitchell Sarah Orban           | 46,816 |                 |
| 8    | 3     | Polen            | Marlena Karwacka Urszula Łoś Nikola Sibiak            | 47,022 |                 |

### Finales
| rang            | land             | rijders                                               | tijd   | Opmerking    |
| --------------- | ---------------- | ----------------------------------------------------- | ------ | ------------ |
| Finale          |                  |                                                       |        |              |
| Goud            | Groot-Brittannië | Sophie Capewell Emma Finucane Katy Marchant           | 45,186 | Wereldrecord |
| Zilver          | Nieuw-Zeeland    | Ellesse Andrews Shaane Fulton Rebecca Petch           | 45,659 |              |
| Bronzen finale  |                  |                                                       |        |              |
| Brons           | Duitsland        | Lea Sophie Friedrich Pauline Grabosch Emma Hinze      | 45,400 |              |
| 4               | Nederland        | Kyra Lamberink Steffie van der Peet Hetty van de Wouw | 45,690 |              |
| Om plaats vijf  |                  |                                                       |        |              |
| 5               | Mexico           | Daniela Gaxiola Jessica Salazar Yuli Verdugo          | 46,251 |              |
| 6               | China            | Yuan Liying Bao Shanju Guo Yafung                     | 46,572 |              |
| Om plaats zeven |                  |                                                       |        |              |
| 7               | Polen            | Marlena Karwacka Urszula Łoś Nikola Sibiak            | 47,175 |              |
| 8               | Canada           | Lauriane Genest Kelsey Mitchell Sarah Orban           | 47,631 |              |

2012: Welte, Vogel ·
2016: Gong, Zhong ·
2020: Bao, Zhong ·
2024: Capewell, Finucane, Marchant